# Djedptahiouefânkh (général d'Héracléopolis)
Pour les articles homonymes, voir Djedptahiouefânkh.
Djedptahiouefânkh est général d’Héracléopolis pendant la XXIIe dynastie, vers la fin du règne d'Osorkon II.

## Généalogie
Il est le fils de Nimlot II, il succède à son frère Takélot II comme général d’Héracléopolis, Takélot ayant lui même succédé à son père avant de devenir grand prêtre d'Amon à Thèbes à la mort de Nimlot. Il épouse Tanetsypeh, fille de roi (la chronologie indiquerait Osorkon II), avec qui il a un enfant Hemptah Ier qui lui succède.
Un descendant de Djedptahiefânkh, Pasenhor qui a vécu sous le règne de Sheshonq V a laissé une stèle au Sérapéum de Saqqarah, à l'occasion de l'enterrement d'un Apis.
Outre les informations liées à cet événement national, informations précieuses pour la chronologie de la dynastie, Pasenhor y a inscrit sa généalogie indiquant à chaque fois le nom de ses aïeuls. Cette stèle représente donc un document essentiel pour comprendre les liens qui unissaient les chefferies libyennes qui se partageaient l'Égypte à la XXIIe dynastie.